# پرواز شماره ۴۸ نیروی هوایی شاهنشاهی ایران
پرواز ۴۸ نیروی هوایی شاهنشاهی ایران یک پرواز باری نظامی از تهران، ایران، به پایگاه نیروی هوایی مک گوایر در ایالات متحده با توقف در مادرید اسپانیا بود. در ۹ مه ۱۹۷۶، هواپیمای باری بوئینگ ۷۴۷–۱۳۱ حین نزدیک شدن به مادرید سقوط کرد و همگی ۱۷ سرنشین آن جان باختند.

## هواپیما

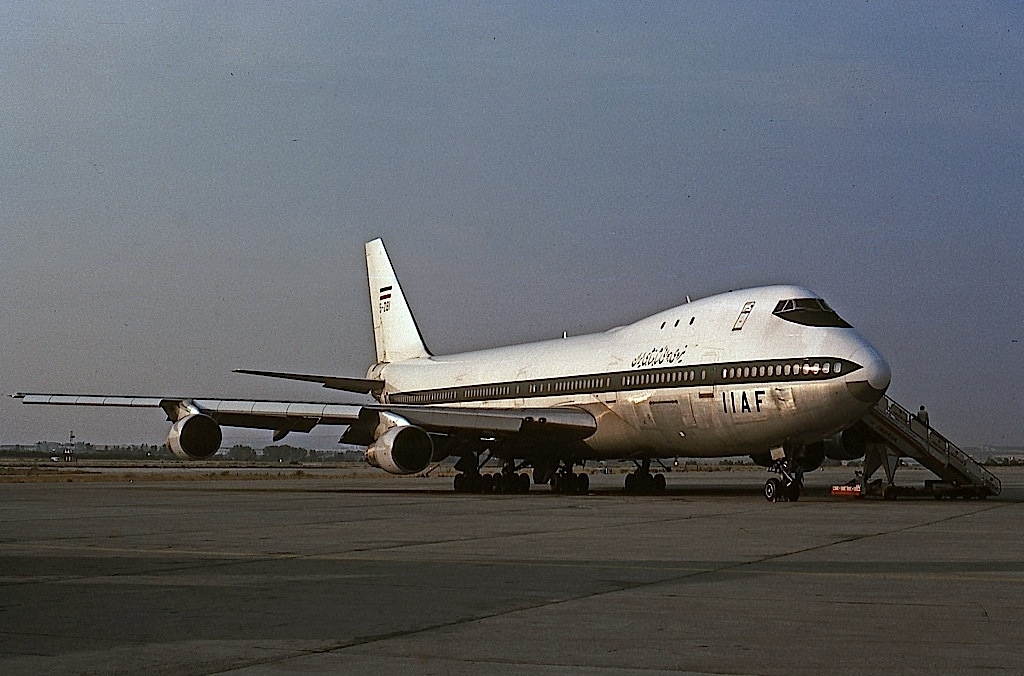
یک فروند بوئینگ ۷۴۷ نیروی هوایی ایران شبیه به هواپیمای درگیر در این حادثه

هواپیمای مورد نظر یک بوئینگ ۷۴۷–۱۳۱ پنج ساله (شماره سریال ۱۹۶۷۷ و شماره خط ۷۳) بود که نخستین پرواز خود را در ۱۵ سپتامبر ۱۹۷۰ انجام داده بود. در ۲۶ سپتامبر این هواپیما با کد ثبت N53111 به ترنس ورلد ایرلاینز (TWA) تحویل داده شد.
در ۱۵ اکتبر ۱۹۷۵ هواپیما به کارخانهٔ بوئینگ در ویچیتا، کانزاس بازگردانده و به یک مدل باربری (بوئینگ ۷۴۷–۱۳۱) تبدیل شد که طی آن یک درِ بزرگ بار در سمت چپ هواپیما اضافه شد.
در مهر ۱۳۵۴ این هواپیما با شمارهٔ سریال ۵–۸۱۰۴ به نیروی هوایی شاهنشاهی ایران فروخته شد. این هواپیما از چهار موتور توربوفن پرت اند ویتنی جی‌تی۹دی بهره می‌برد.
آخرین بررسی تعمیر و نگهداری هواپیما توسط نیروی هوایی ایران در ۱۳ اردیبهشت ۱۳۵۵ انجام شد و پس از آن ۱۶ ساعت دیگر پرواز کرد. در تحقیقات بعدی مشخص شد که متخصصان آمریکایی از نتایج این چک بی اطلاع بودند.

## سانحه
پرواز ULF48 از فرودگاه مهرآباد تهران در ساعت ۰۸:۲۰ به وقت گرینویچ به مقصد نیوجرسی از طریق مادرید انجام شد. ۱۰ خدمه و هفت مسافر در هواپیما بودند، هواپیما به سطح پرواز FL330 یا ۳۱٬۰۰۰ فوت (۹٬۴۰۰ متر) صعود کرد. در هنگام برخاستن، وزن هواپیما ۶۱۰٬۲۹۹ پوند (۲۷۶٬۸۲۷ کیلوگرم)، شامل ۲۵۴٬۶۰۰ پوند (۱۱۵٬۵۰۰ کیلوگرم) سوخت که مخلوطی از نوع JP-4 و Jet-A بود. وزن و مرکز ثقل هواپیما در محدودهٔ مجاز خود بود.
در ساعت ۱۴:۱۵ پرواز ۴۸ با مرکز کنترل ترافیک مسیر هوایی مادرید در مادرید تماس گرفت و اعلام کرد که زمان فرود تخمینی، ساعت ۱۴:۴۰ خواهد بود. در ساعت ۱۴:۱۹ بعدازظهر، کنترلر مادرید به خدمهٔ پرواز گفت که آن‌ها در صفحهٔ رادار شناسایی شده‌اند و در ساعت ۱۴:۲۲ خدمه شرایط جوی فرودگاه را دریافت کردند.
چرخند در اوایل روز گذشته همراه با رعد و برق شدید از اسپانیا عبور کرده بود. با این‌حال، دید خوب بود و هیچ هشدار آب و هوایی خطرناکی از سوی سازمان هواشناسی صادر نشد. ساعت ۱۴:۳۰ خدمه به‌دلیل بدی آب و هوا به سمت چپ مسیر منحرف شدند. در ساعت ۱۴:۳۲، کنترلر ARTCC مادرید پرواز را برای کاهش ارتفاع به ۵٬۰۰۰ فوت (۱٬۵۰۰ متر) تأیید کرد. در ساعت ۱۴:۳۳، خدمه با تقرب فرودگاه مادرید تماس گرفتند و هوای بد بیشتری را در پیش رو گزارش کردند و متعاقباً درخواست کردند که از مسیر اصلی منحرف شوند.
کنترلر تقرب گزارش داد که تماس راداری برقرار کرده و سپس از خدمه خواست تا دستورالعمل‌های خود را تأیید کنند. خدمه تأیید کردند و از عبور از چراغ رادیویی کاستیون خبر دادند. کنترل‌کننده دستور داد تا خدمه، سمت ۲۶۰ درجه را حفظ کنند. خدمه پیام را تأیید کردند و کاهش ارتفاع خود را به ۵٬۰۰۰ فوت (۱٬۵۰۰ متر) گزارش دادند. این آخرین تماس با پرواز شماره ۴۸ بود.
در همان زمان، در جنوب شهر والدمورو، مردم محلی متوجه پرواز هواپیما در ارتفاع حدود ۶٬۰۰۰ فوت (۱٬۸۰۰ متر) در سمت ۲۲۰ درجه شدند. خدمه از پرواز در شرایط بد آب و هوایی آگاه بودند، اما هیچ‌یک از آن‌ها هیچ نگرانی ابراز نکردند تا این‌که ساعت ۱۴:۳۴ یکی از خدمه گفت: "ما در سوپ هستیم!" سه ثانیه بعد، دو شاهد روی زمین گزارش دادند که رعد و برق به هواپیما برخورد کرده و به دنبال آن انفجاری در بال چپ نزدیک موتور شمارهٔ ۱ رخ داد. بال چپ به سه قسمت بزرگ شکسته و سپس به ۱۵ قطعه متلاشی شد.
در این زمان ضبط‌کنندهٔ اطلاعات پرواز ضبط را متوقف کرد در حالی‌که ضبط‌کنندهٔ صدای کابین خلبان به ضبط ادامه داد. سپس هشدار قطع خلبان خودکار به گوش رسید. غافل از از دست دادن بال چپ، خدمه سعی کردند کنترل هواپیما را دوباره به دست بگیرند، اما کنترل از دست آن‌ها خارج شد. هواپیمای خارج از کنترل به‌سرعت به زمین مزرعه‌ای در ارتفاع ۳۰۰۰ فوتی (۹۰۰ متری) بالاتر از سطح دریا در ساعت ۱۴:۳۵ (۱۵:۳۵ به وقت محلی)، ۵۴ ثانیه پس از لحظهٔ برخورد رعد و برق، برخورد کرد. همگی ۱۷ سرنشین هواپیما کشته شدند و هواپیما منهدم شد.

## تحقیق و بررسی
نیروی هوایی ایران و هیئت ملی ایمنی ترابری ایالات متحده این حادثه را بررسی کردند.
مشخص شد که یک رعد و برق به بدنه در نزدیکی کابین خلبان برخورد کرده و از محفظهٔ نشت سوخت اضافی در نوک بال چپ خارج شده‌است. این اتفاق، جرقه‌ای در مخزن سوخت شمارهٔ ۱ ایجاد کرد که حاوی ۱۱۲۰۰ کیلوگرم (۲۴۷۰۰ پوند) سوخت بود و اشتعال بخارات سوخت باعث فروپاشی دیواره‌های مخزن شد.
به احتمال زیاد، جرقهٔ عامل احتراق به‌دلیل باز بودن مدار در سیم‌کشی دریچهٔ سوخت به مخزن سوخت نفوذ کرده‌است. این انفجار منجر به جدا شدن قسمتی از تریم بال و آسیب به بخش‌های جانبی شد که در نتیجه جریان هوا به‌شدت کاهش یافت و بال‌ها به‌شدت خم شدند. از آن‌جایی که پرواز با سرعت زیاد از منطقه‌ای متلاطم عبور می‌کرد، بال، فشار مکانیکی بزرگی را تجربه کرد. کل بال چپ هواپیما تنها چند ثانیه بعد متلاشی شد.
هیئت ملی ایمنی ترابری نتوانست تشخیص دهد که بال به‌دلیل انفجار جدا شده‌است یا تنش‌های مکانیکی.